# (1618) Dawn
(1618) Dawn es un asteroide que forma parte del cinturón de asteroides y fue descubierto por Ernest Leonard Johnson el 5 de julio de 1948 desde el observatorio Union de Johannesburgo, República Sudaficana.

## Designación y nombre
Dawn recibió al principio la designación de 1948 NF.
Más adelante se nombró en honor de una nieta del descubridor.

## Características orbitales
Dawn orbita a una distancia media del Sol de 2,87 ua, pudiendo alejarse hasta 2,945 ua. Tiene una inclinación orbital de 3,225° y una excentricidad de 0,02638. Emplea 1776 días en completar una órbita alrededor del Sol.